# Wandian (köpinghuvudort i Kina, Hubei Sheng, lat 31,83, long 113,49)
Wandian är en köpinghuvudort i Kina. Den ligger i provinsen Hubei, i den centrala delen av landet, omkring 160 kilometer nordväst om provinshuvudstaden Wuhan. Antalet invånare är 42 586. Befolkningen består av 20 831 kvinnor och 21 755 män. Barn under 15 år utgör 12,0 %, vuxna 15-64 år 78 %, och äldre över 65 år 9,0 %.
Runt Wandian är det tätbefolkat, med 356 invånare per kvadratkilometer. Närmaste större samhälle är Suizhou, 18,1 km sydväst om Wandian. Trakten runt Wandian består till största delen av jordbruksmark.
Genomsnittlig årsnederbörd är 1 211 millimeter. Den regnigaste månaden är augusti, med i genomsnitt 187 mm nederbörd, och den torraste är december, med 12 mm nederbörd.